# 第9S飛行中隊
第9S飛行中隊（だい9Sひこうたい、フランス語: Escadrille 9S）は、フランス海軍海軍航空隊の一つ。 1957年5月1日に創設され、2000年8月31日に解散された。

## 歴史
第9S飛行中隊は1947年にフランス領インドシナにおいて編成され、1952年4月1日に解散された。
1957年5月1日、海外任務のためラン＝ビウエ海軍航空基地にてアブロ ランカスター Mk VIIを3機で以って再編成された。同年9月8日にニューカレドニアに到着する。1963年1月26日にランカスターWU-2号機はウォリス・フツナの飛行場での着陸時に右車輪を喪失した。1964年にはフランス海軍最後のランカスター機2機の退役が決まり、新たにダグラスDC-4と交代された。
1969年1月1日に部隊は再び解散されるが、DC-4と組織機能はヌーベルカレドニー連絡部（SLNC）に引き継がれる。1975年5月1日に再編成され、1976年4月1日にラ・トントゥータ海軍航空基地が開設された。再編成時はDC-3とDC-4が2機とP2V-7を保有していた。1982年1月21日にDC-4がココテラ山（Kokotera）で消息を絶った。1984年7月4日にウォリスでエンジン故障が発生し、修理される事になる。稼動機の減少は避けられそうに無かったが、幸いにも同じ日にダッソー ファルコン 200が2機、第125イストル＝ラ・テュブ空軍基地に残っていた。これらの機体は7月10日に65号機、7月12日に77号機に変更された。2000年8月31日、軍縮計画に従い部隊は解散・分割される事になり、一部は第25F海軍航空隊に引き継がれ第190タヒチ＝フアア空軍基地に移転する。

## 配備基地
- ラ・トントゥータ海軍航空基地（1957年5月 - 2000年9月）

## 装備機
- モラーヌ・ソルニエ M.S.500（1957年8月 - 1964年）
- アブロ ランカスター Mk VII（1957年8月 - 1964年）
- ダグラス C-54（1964年 - 1975年5月）
- ダグラス C-47D（1969年1月 - 1975年5月）
- ロッキード P-2V-7S（1975年5月 - 1984年7月）
- ダッソー ファルコン 200（1984年7月 - 2000年9月）